# George Vancu
George Vancu (n. 26 octombrie 1919, Lipova, jud. Arad – d. 15 septembrie 1992, București) a fost un compozitor, dirijor și folclorist român. A fost unul din dirijorii și aranjorii permanenți ai Orchestrei de muzică populară Radio.

## Studii
Studiile muzicale le-a început la Institutul de Artă din Timișoara cu Vasile Ijac (armonie), Mircea Hoinic (forme muzicale), Liviu Rusu (istoria muzicii), Nicolae Ursu (folclor), Ion Țibulescu (dirijat coral), continuându-le la Conservatorul din București cu Mihail Andricu (compoziție), Paul Constantinescu (armonie), Ioan D. Chirescu (teorie-solfegiu), Nicolae Buicliu (contrapunct), Theodor Rogalski (orchestrație), George Breazul (istoria muzicii) și Emilia Comișel (folclor).

## Activitatea artistică
A fost profesor de muzică la diverse școli generale, cercetător la Institutul de Folclor din București și în perioada 1960-1989 dirijor al Orchestrei de muzică populară Radio din București. A cules folclor din Banat (zonele Radna, Făget, Lipova etc.), apoi din Valea Vișeului, Valea Izei, Valea Marei și întreaga zonă a Maramureșului. A transcris, armonizat, orchestrat, dirijat și înregistrat peste 3000 de piese populare românești. A compus muzică corală, vocală (pentru grupuri populare și soliști), piese instrumentale (concertistice, suite, dansuri etc.). A compus muzică proletcultistă, a închinat ode dictatorului Nicolae Ceaușescu. A făcut parte din jurii naționale și internaționale de concursuri muzicale. A întreprins turnee artistice ca dirijor în Iugoslavia (1966, 1968, 1970, 1972, 1974, 1976, 1979), Franța (1971), Spania (1971), Anglia (1974). A fost membru al Uniunii Compozitorilor și Muzicologilor și redactor al Societății Române de Radiodifuziune. La o privire mai atentă a melodiilor sale, reiese o sensibilă armonie practic inegalabilă.

## Compoziții
Muzică corală:
- Hora Festivalului, cor mixt (1953)
- În țara mea e primăvară, cor mixt (1964)
- Coborâi din deal în vale (prelucrare folclorică), cor mixt (1973)
- Mi-e țara însorită dimineața, cor (1979)
- Cântecel de viață nouă, cor (1984)
- Drag mi-i cântecul și jocul (1984)
- Fluier, fluieraș, cor